# Biomatériau
 (mars 2008).
Si vous disposez d'ouvrages ou d'articles de référence ou si vous connaissez des sites web de qualité traitant du thème abordé ici, merci de compléter l'article en donnant les références utiles à sa vérifiabilité et en les liant à la section « Notes et références ».
Un biomatériau (dit matériau biocompatible) a été défini, selon la Société Européenne des Biomatériaux, comme « matériau conçu pour interagir avec les systèmes biologiques, qu'il participe à la constitution d'un dispositif à visée diagnostique ou à celle d'un substitut de tissu ou d'organe ou encore à celle d'un dispositif de suppléance (ou d'assistance) fonctionnelle » (Conférences de Chester (Royaume-Uni), 1986 et 1991). Il peut ainsi être considéré comme tout matériau utilisé pour remplacer une partie ou une fonction du corps de manière sure et fiable, acceptable d’un point de vue économique et physiologique.
Un biomatériau n'est pas forcément un matériau d'origine biologique, car il est défini par sa fonction. Les matériaux d'origine biologique sont appelés matériaux biosourcés.
La science des biomatériaux est un domaine de la science des matériaux.

## Définition
Le terme de biomatériau porte souvent à confusion, notamment pour la distinction avec les matériaux biosourcés. 
Le concept de biomatériaux étant polysémique, il en existe diverses définitions. Une définition souvent acceptée dans le domaine de la biologie et de la médecine est : 
« Tout matériau, naturel ou non, comprenant tout ou partie d'une structure vivante ou d'un appareil biomédical qui exécute  ou remplace une fonction naturelle. »
En 1987, Williams a défini un biomatériau comme : 

« Un matériau non viable utilisé dans un dispositif médical, destiné pour agir réciproquement avec des systèmes biologiques. »

Un biomatériau est essentiellement un matériau qui est utilisé et adapté pour les applications médicales. Il peut être bioinerte, ayant pour rôle principal de remplacer une ou plusieurs fonctions d'un organe - par exemple le remplacement des valves du cœur -  mais ils peuvent aussi être bioactifs, capables d'avoir une interaction forte avec l'environnement dans lequel ils sont implantés - comme le revêtement de prothèses de hanche par une couche d'hydroxyapatite (partie minérale de l'os) qui améliore la biocompatibilité et l'intégration de l'implant dans le site osseux. Par ailleurs, les biomatériaux sont aussi utilisés dans les applications dentaire, chirurgicale et la délivrance de produits médicamenteux (grâce à des outils introduits dans le corps et permettant de délivrer des substances médicales de manière prolongée).
La définition d'un biomatériau n'inclut pas uniquement les biomatériaux artificiels qui sont construits à base de métaux ou de céramiques. Un biomatériau peut aussi être une autogreffe, allogreffe ou xenogreffe utilisée comme une transplantation de matériaux.

## Applications
Les biomatériaux ont plusieurs applications médicales ou para-médicales, dont :
- Ophtalmologie
  - Lentilles de contact (elles sont souvent exclues du domaine en raison de leur faible temps de contact avec les tissus organiques du corps)
  - Implants
  - Coussinets de récupération
  - Produits visqueux de chambre postérieure
- Odontologie - Stomatologie
  - Matériaux de restauration et comblement dentaire et osseux
  - Traitement prophylactiques
  - Orthodontie
  - Traitement du parondonte et de la pulpe
  - Implants
  - Reconstruction maxillo-faciale
- Chirurgie orthopédique
  - Prothèses articulaires (hanche, coude, genou, poignet…) Une prothèse de genou.
  - Orthèses

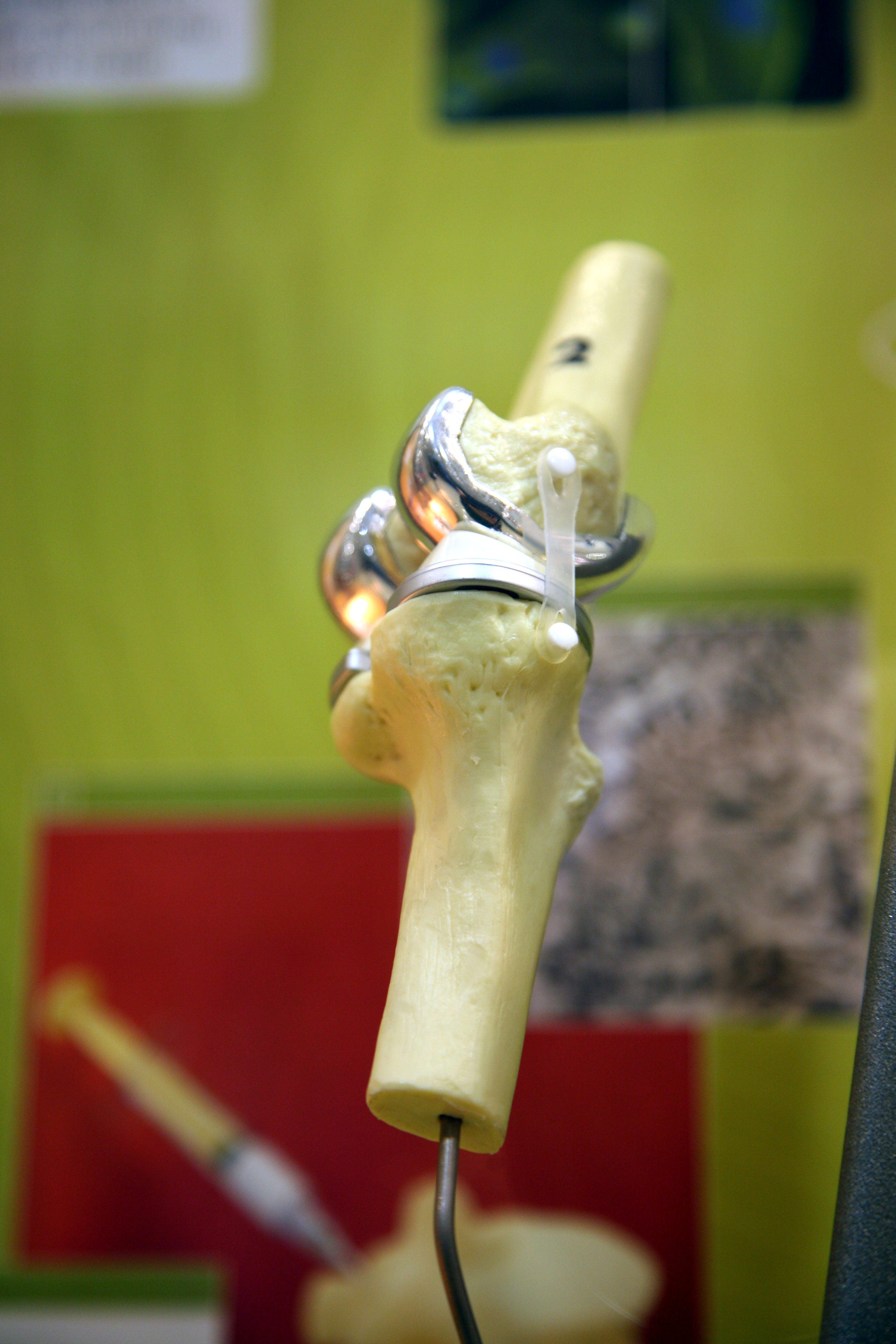
Une prothèse de genou.

  - Ligaments et tendons artificiels
  - Cartilage
  - Remplacement osseux pour tumeur ou traumatisme
  - Chirurgie de la colonne vertébrale
  - Réparation de fractures (vis, plaques, clous, broches)
  - Matériaux de comblement osseux injectables
- Cardiovasculaire
  - Valves cardiaques
  - Matériel pour circulation extra-corporelle (oxygénateurs, tubulures, pompes…)
  - Cœur artificiel
  - Assistance ventriculaire
  - Stimulateur cardiaque
  - Prothèses vasculaires
  - Matériel pour angioplastie luminale coronarienne et stents
  - Cathéters endoveineux
- Urologie/Nephrologie
  - Dialyseurs
  - Poches, cathéters et tubulures pour dialyse péritonéale
  - Rein artificiel portable
  - Prothèses du pénis
  - Matériaux pour traitement de l'incontinence
- Endocrinologie-ChronothérapieUn implant.
  - Pancréas artificiel
  - Pompes portables et implantables

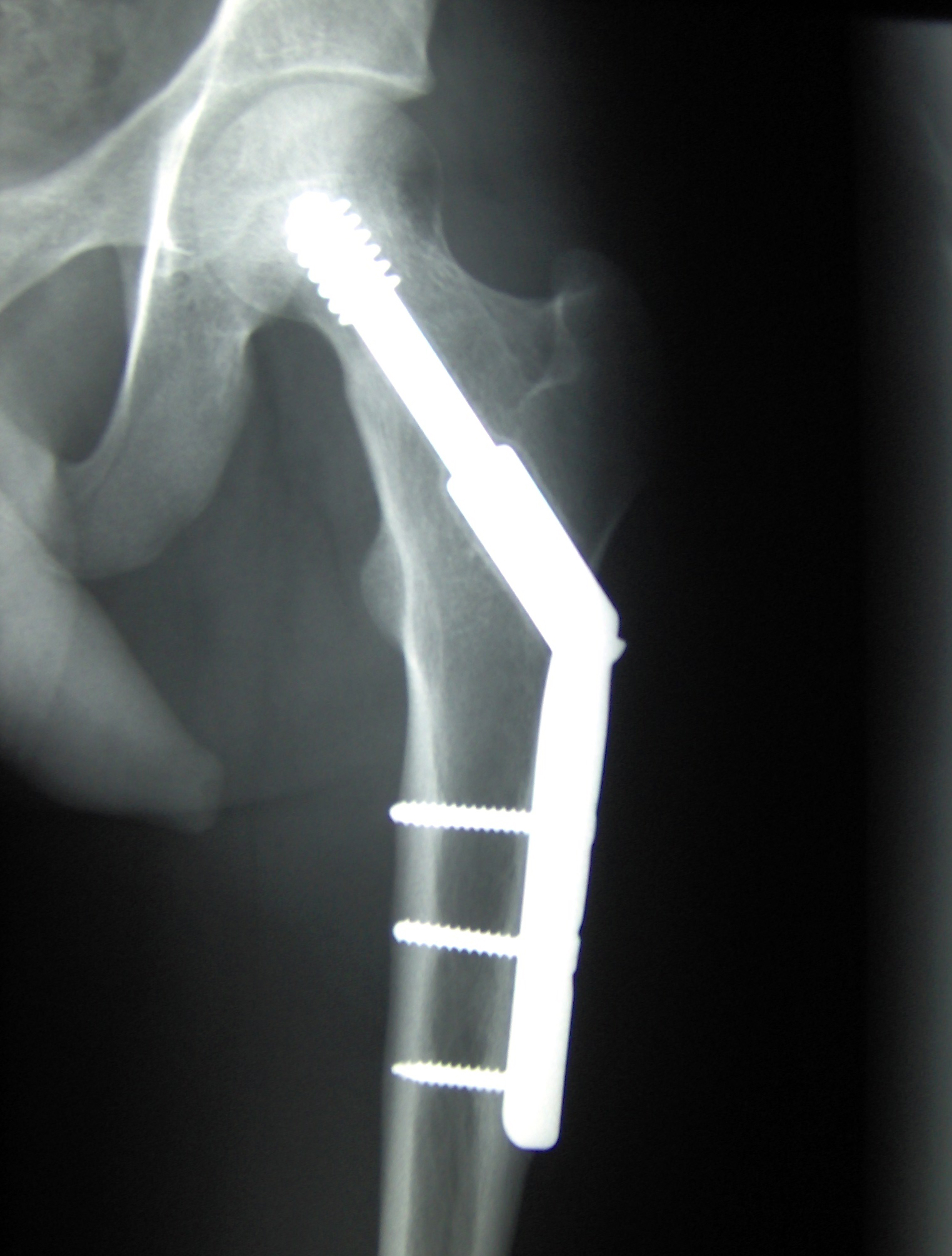
Un implant.

  - Systèmes de libération contrôlée de médicaments
  - Biocapteurs
- Chirurgie esthétique 
  - Matériaux et implants
- Chirurgie générale - Divers 
  - Drains de chirurgie
  - Colles tissulaires
  - Peau artificielle
  - Produits de contraste
  - Produits pour embolisation
  - Produits pour radiologie interventionnelle

Malgré les avancées de la recherche, il subsiste souvent des questions de biocompatibilité qui doivent être résolues avant que l'on puisse commencer à implanter ces produits sur le marché et que ceux-ci puissent être utilisés cliniquement. C'est pourquoi les biomatériaux sont souvent soumis aux mêmes exigences que les nouvelles thérapies médicamenteuses. Toutes les entreprises du domaine sont elles aussi soumises à des exigences de traçabilité de tous leurs produits. Si un matériel défectueux est découvert, les autres de la même gamme seront eux aussi vérifiés.

## Le choix des matériaux à vocation de biomatériaux
De nombreux paramètres doivent être pris en compte pour que ces matériaux soient les plus bio-compatibles possibles avec le corps et ses fonctions. Ils sont testés in vitro et in vivo avant leur mise en service, le plus important est celui in-vitro qui est la condition indispensable à la validation de tel ou tel biomatériau.

### Métaux et alliages métalliques
Les plus utilisés sont les aciers inoxydables et le titane, alliant une bonne résistance à la corrosion et de bonnes propriétés mécaniques. Il existe cependant quelques problèmes dus à ces matériaux et qui sont encore mal résolus. Parmi ceux-ci, nous pouvons compter :
- La corrosion électrochimique et la durabilité, en effet l'inoxydabilité d'un matériau n'est pas absolue, un matériau résiste à la corrosion mais incomplètement,
- mécanismes de dégradation non électrochimiques incluant les interactions entre les protéines et le métal,
- réactions immunitaires et d'hypersensibilité,
- adaptation des propriétés mécaniques,
- frottements et problèmes de débris.

### Céramiques
En ce qui concerne les biomatériaux, les matériaux les plus rencontrés sont l'alumine et la zircone. Ils sont principalement utilisés dans les têtes de hanche et pour les implants dentaires.
Les principaux problèmes rencontrés avec les céramiques sont :
- L'activité de surface,
- l'adhésion des protéines ou des cellules en surface,
- la durabilité,
- les mécanismes de dégradation,
- la résistance à la fracture.

### Polymères
Il existe de nombreux matériaux polymères utilisés dans les biomatériaux. Les deux grandes tendances pour l'usage de ces matériaux concernent:
- La recherche de polymères fonctionnels susceptibles d'avoir une fonction chimique à l'interface matériau-tissu vivant. C'est par exemple en fixant sur le polymère des particules ionisés permettant une meilleure reconstruction osseuse ou ligamentaire. Cette fonctionnalité peut aussi prendre source dans la modification de l'état de surface du polymère.
- La recherche de polymères résorbables tels que les copolymères d'acide lactique et glycolique utilisables en chirurgie orthopédique et traumatologique, ou les polyanhydrides ou les polyaminoacides qui sont utilisés dans les formes retard de médicaments.

Il existe plusieurs problèmes à l'application des polymères dans le biomédical et pas seulement issus de la compatibilité avec le corps :
- Instabilité au rayonnement gamma,
- Réactivité à certains types de médicaments,
- Calcification (dépôt et fixation de dépôts calcaires dans les tissus organiques),
- Risques liés aux additifs, aux composants de bas poids moléculaire, aux produits de la dégradation in vivo, aux produits résiduels de stérilisation,
- Manque de bases de données pour évaluer les propriétés de surface, les réactions de biocompatibilité, la mutagénicité/carcinogénicité, etc.

Les polymères, par la nature de leur construction moléculaire à base de répétition, sont des candidats pour l'élaboration de prothèses permanente ou temporaires sophistiqués ou pour le remplacement des matériaux actuellement d'origine naturelle.

### Matériaux d'origine naturelle
Les chercheurs utilisent également des matériaux d'origine naturelle afin de fabriquer des biomatériaux.
Parmi tous ces matériaux, les plus courants sont :
- les tissus biologiques : valves porcines, carotide de bœuf…
- la chitine : extrait des coquilles de crabe pour la chirurgie reconstructive et la peau artificielle ;
- les fucanes : extraits des algues marines utilisés notamment dans les anticoagulants ;
- la cellulose : utilisée pour les membranes de dialyse ou comme ciment de prothèse de hanche ;
- le corail : utilisé en chirurgie orthopédique et maxillo-faciale ;
- le collagène : extrait de la peau animale ou du placenta humain et utilisé pour
  - cosmétologie et chirurgie esthétique
  - pansements et éponges hémostatiques
  - reconstitution de tissus mous et durs
  - peau artificielle.

## Conclusion
Dans l'objectif d'allonger la durée de vie du corps humain, le biomatériau est l'alternative la plus sérieusement envisagée par les médecins. Ce domaine de la science des matériaux étant en évolution constante, il nécessite la formation continue de spécialistes ayant à la fois une grande connaissance du corps humain et de ses exigences mais aussi une très bonne connaissance des matériaux.
Le domaine de la science biomédicale est donc un domaine pour lequel les exigences vont être de plus en plus importantes dans la course à l'augmentation de la durée de vie des êtres humains.
Actuellement, plusieurs laboratoires travaillent dans le domaine sur le territoire français, on peut compter parmi eux :
- Laboratoire de Recherche sur les Biomatériaux et les Biotechnologies (LR2B) - UPRES EA 2603 - Inserm ERI 002 (Équipe Région Inserm) - Côte d'Opale
- Laboratoire Bioingénierie Tissulaire (BIOTIS) - U1026 - Université Bordeaux Segalen
- Centre Inter-universitaire de Recherche et d'Ingénierie des Matériaux (CIRIMAT, équipe "Phosphates, Pharmacotechnie, Biomatériaux") - UMR 5085 - Université de Toulouse
- Laboratoire Bioingénierie et Bio-imagerie Ostéo-Articulaire (B2OA) - UMR 7052 - Université Paris-Diderot
- Laboratoire Matière et Systèmes Complexes - UMR 7057 - Université Paris-Diderot 7
- Laboratoire des Biomatériaux et Polymères de Spécialité (LBPS) - Université Paris 13
- Laboratoire de Recherche Vasculaire Translationnelle (Laboratory for Vascular Translational Science, LVTS) - Université Paris 13
- Fédération biomatériaux Nord-Pas-de-Calais